# UFC 64
UFC 64: Unstoppable（ユーエフシー・シックスティフォー：アンストッパブル）は、アメリカ合衆国の総合格闘技団体「UFC」の大会の一つ。2006年10月14日、ネバダ州ラスベガスのマンダレイ・ベイ・イベント・センターで開催された。
本大会ではミドル級と、2003年のUFC 41以来行われていなかったライト級のダブルタイトルマッチが行われた。

## 大会概要
メインイベントの世界ミドル級タイトルマッチでは、挑戦者アンデウソン・シウバが王者リッチ・フランクリンを首相撲からの膝蹴りの連打によるKOで破り、第5代UFC世界ミドル級王者となった。
ジェンス・パルヴァーのUFC離脱以来4年余りに渡って空位となっていた世界ライト級王座決定戦で、The Ultimate Fighter出身のケニー・フロリアンと、ウェルター級から階級を下げたベテラン選手ショーン・シャークが対戦。シャークがフロリアンを判定で破り、第2代UFC世界ライト級王者となった。
UFCデビューとなった弘中邦佳は、ジョン・フィッチに0-3の判定本負けを喫した。
プロデビュー以来8戦無敗であったカリブ・スターンズは、岡見勇信にTKO負けでキャリア初黒星を喫した。
キャリア5戦全勝のCFFCヘビー級王者カーメロ・マレロがUFCデビュー。

## 試合結果

### プレリミナリィカード
第1試合 ライト級 5分3R
○  カート・ペレグリーノ vs.  ジュニオール・アスンソン ×
1R 2:04 チョークスリーパー
第2試合 ライト級 5分3R
○  クレイ・グイダ vs.  ジャスティン・ジェームス ×
2R 4:42 チョークスリーパー
第3試合 ミドル級 5分3R
○  岡見勇信 vs.  カリブ・スターンズ ×
3R 1:40 TKO（レフェリーストップ：パウンド）

### メインカード
第4試合 ライト級 5分3R
○  スペンサー・フィッシャー vs.  ダン・ローゾン ×
1R 4:38 TKO（レフェリーストップ：スタンドパンチ連打）
第5試合 ヘビー級 5分3R
○  カーメロ・マレロ vs.  シーク・コンゴ ×
3R終了 判定2-1（29-28、28-29、29-28）
第6試合 ウェルター級 5分3R
○  ジョン・フィッチ vs.  弘中邦佳 ×
3R終了 判定3-0（30-27、30-27、30-25）
第7試合 UFC世界ライト級王座決定戦 5分5R
○  ショーン・シャーク vs.  ケニー・フロリアン ×
5R終了 判定3-0（49-46、49-46、50-45）
※シャークが王座獲得に成功。
第8試合 UFC世界ミドル級タイトルマッチ 5分5R
○  アンデウソン・シウバ vs.  リッチ・フランクリン ×
1R 2:59 KO（膝蹴り）
※シウバが王座獲得に成功。

### 各賞
ファイト・オブ・ザ・ナイト： ショーン・シャーク vs. ケニー・フロリアン
ノックアウト・オブ・ザ・ナイト： アンデウソン・シウバ
サブミッション・オブ・ザ・ナイト： クレイ・グイダ